# PSR B1509-58

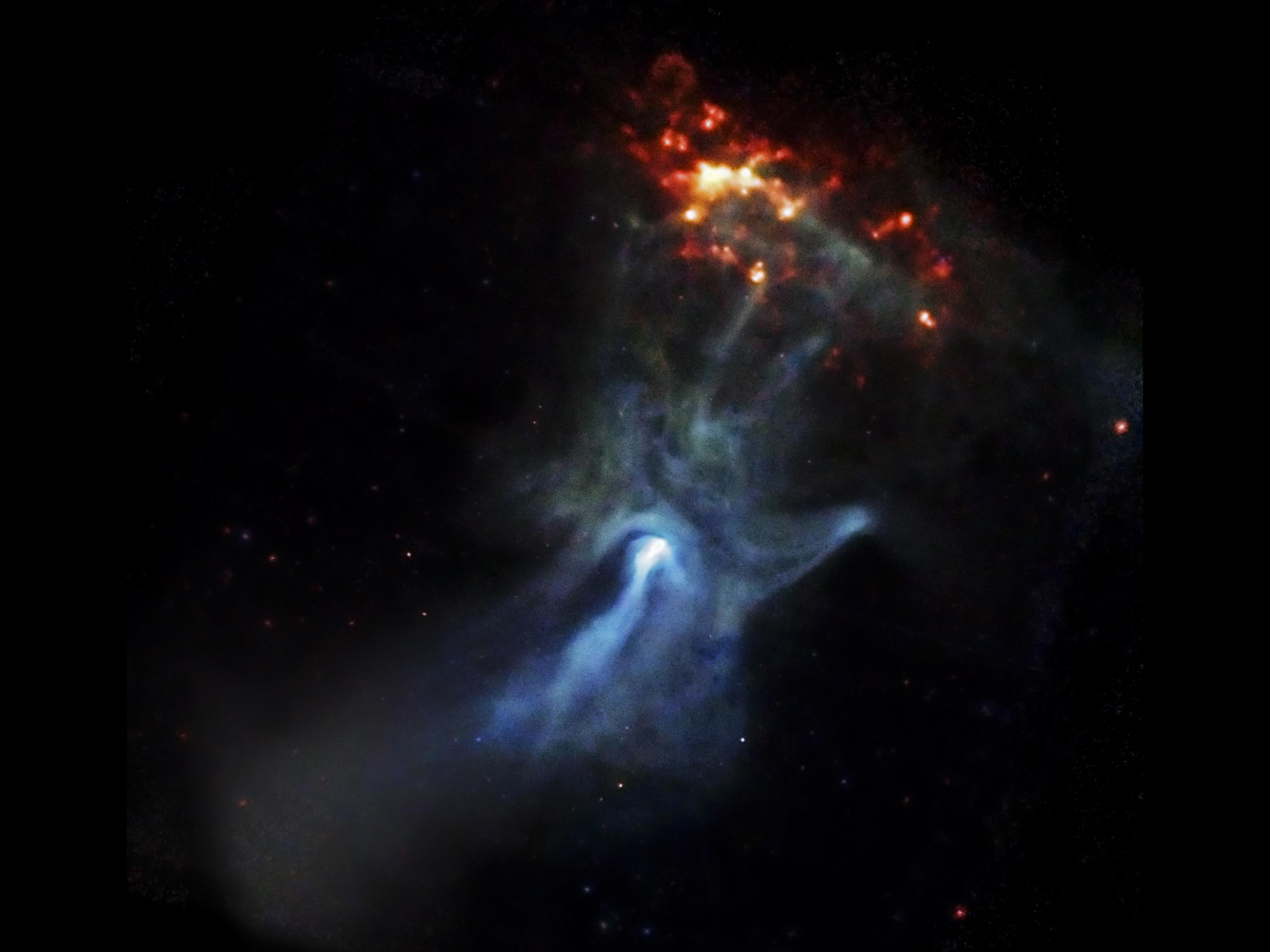
Tia X từ chòm sao Viên Quy có màu xanh và đỏ.

PSR B1509-58 là một ngôi sao xung, cách Trái Đất khoảng 17.000 năm ánh sáng, nằm trong chòm sao Viên Quy. Sao được phát hiện bởi Đài quan sát tia X Einstein vào năm 1982. Sao xung có tuổi thọ khoảng 1700 năm  và nằm trong một tinh vân trải dài khoảng 150 năm ánh sáng. NASA mô tả đây là ngôi sao neutron quay nhanh, phun ra năng lượng vào không gian xung quanh nó để tạo ra các cấu trúc phức tạp và lạ, trông giống như bàn tay vũ trụ. Tốc độ xoay của sao xung là gần 7 lần mỗi giây.